# Хвощевка (приток Адуя)
Хвощевка — река в России, протекает по Свердловской области. Устье реки находится в 33 км по правому берегу реки Адуй. Длина реки составляет 12 км.
Система водного объекта: Адуй → Реж → Ница → Тура → Тобол → Иртыш → Обь → Карское море.

## Данные водного реестра
По данным государственного водного реестра России относится к Иртышскому бассейновому округу, водохозяйственный участок реки — Реж (без реки Аять от истока до Аятского гидроузла) и Нейва (от Невьянского гидроузла) до их слияния, речной подбассейн реки — Тобол. Речной бассейн реки — Иртыш.
Код объекта в государственном водном реестре — 14010501812111200006747.